# Елко (округ, Невада)
Шаблон:StateAbbr_ 41°08′ пн. ш. 115°21′ зх. д. / 41.13° пн. ш. 115.35° зх. д.
Округ  Елко (англ. Elko County) — округ (графство) у штаті  Невада, США. Ідентифікатор округу 32007.

## Історія
Округ утворений 1869 року.

## Демографія
За даними перепису 
2000 року 
загальне населення округу становило 45291 осіб, зокрема міського населення було 23988, а сільського — 21303.
Серед мешканців округу чоловіків було 23596, а жінок — 21695. В окрузі було 15638 домогосподарств, 11493 родин, які мешкали в 18456 будинках.
Середній розмір родини становив 3,33.
Віковий розподіл населення поданий у таблиці:
| Стать    | До 15 років | 15-21 | 22-29 | 30-39 | 40-49 | 50-65 | 65-85 | Понад 85 |
| -------- | ----------- | ----- | ----- | ----- | ----- | ----- | ----- | -------- |
| Чоловіки | 6221        | 2595  | 2422  | 3825  | 3847  | 3395  | 1181  | 110      |
| Жінки    | 5908        | 2317  | 2310  | 3490  | 3423  | 2862  | 1215  | 170      |

## Суміжні округи
- Твін-Фоллс, Айдахо — північ
- Кассія, Айдахо — північний схід
- Бокс-Елдер, Юта — схід
- Туела, Юта — південний схід
- Вайт-Пайн — південь
- Еврика — південний захід
- Лендер — південний захід
- Гумбольдт — захід
- Овайгі, Айдахо — північний захід

## Виноски
1. ↑  U.S. Decennial Census. United States Census Bureau. Архів оригіналу за 26 квітня 2015. Процитовано 20 грудня 2014.
2. ↑  Historical Census Browser. University of Virginia Library. Архів оригіналу за 11 серпня 2012. Процитовано 20 грудня 2014.
3. ↑  Population of Counties by Decennial Census: 1900 to 1990. United States Census Bureau. Архів оригіналу за 3 квітня 2015. Процитовано 20 грудня 2014.
4. ↑  Census 2000 PHC-T-4. Ranking Tables for Counties: 1990 and 2000 (PDF). United States Census Bureau. Архів оригіналу (PDF) за 18 грудня 2014. Процитовано 20 грудня 2014.
5. ↑  State & County QuickFacts. United States Census Bureau. Архів оригіналу за 6 червня 2011. Процитовано 23 вересня 2013.(англ.) Наведено за англійською вікіпедією.
6. ↑  American FactFinder. Бюро перепису населення США. Архів оригіналу за 21 травня 2008. Процитовано 31 січня 2008.

| США | Це незавершена стаття з географії США. Ви можете допомогти проєкту, виправивши або дописавши її. |